# 102 км (зупинний пункт, Сумська дирекція Південної залізниці)
102 кіломе́тр — пасажирський залізничний зупинний пункт Сумської дирекції Південної залізниці на лінії Боромля — Кириківка.
Розташований у селі Микитівка Охтирського району Сумської області між станціями Боромля (10 км) та Скрягівка (4 км).
На платформі зупиняються приміські поїзди.